# Песковский сельсовет (Мостовский район)
Песковский сельсовет — административная единица на территории Мостовского района Гродненской области Беларуси.

## Состав
Песковский сельсовет включает 28 населённых пунктов:
- Белавичи — деревня.
- Большая Рогозница — агрогородок
- Борки — деревня
- Войдевичи — деревня
- Выгода — деревня.
- Гонората — хутор.
- Гончары — деревня.
- Доменишки — деревня.
- Дулевщина — деревня.
- Заболотье — деревня
- Зарудавье — агрогородок.
- Копачи — деревня.
- Крушина — хутор.
- Лавры — деревня
- Леоновичи — деревня
- Лихиничи — деревня
- Логновичи — деревня
- Малая Рогозница — деревня
- Мижево — деревня.
- Огородники — деревня
- Парфёновичи — деревня
- Пацевичи — агрогородок
- Пески — агрогородок
- Плебановцы — деревня
- Самуйловичи Горные — деревня
- Самуйловичи Дольные — деревня
- Старина — деревня.
- Струбница — агрогородок.

## Производственная сфера
ОАО «Мостовский ремонтный завод», Песковский асфальтно-бетонный завод ДРСУ-208, КСУП «Имени Адама Мицкевича», Песковское лесничество, производственный участок № 3 ОАО «Мостовчанка», производственный участок Мостовского РУП ЖКХ, крестьянско-фермерское хозяйство «Болеслав», крестьянско- фермерское хозяйство «Кирилл», крестьянско- фермерское хозяйство «Эплл Хилл», крестьянско- фермерское хозяйство «Скурбово», рыболовецкая артель «Струбницкий рыбхоз» .

## Социальная сфера
Образование: ГУО «Песковский УПК детский сад — средняя школа», ГУ «Воспитательно-оздоровительный лагерь Пацевичи», ГУО «Рогозницкий УПК детский сад — средняя школа».
Медицина: Песковская амбулатория врача общей практики, Рогозницкая амбулатория врача общей практики, Струбницкий фельдшерско-акушерский пункт, Пацевичский фельдшерско — акушерский пункт, Зарудавьевский фельдшерско- акушерский пункт. Имеется аптека в аг. Пески.
Культура: филиал «Струбницкий центр досуга и культуры», Песковский сельский клуб, филиал «Пацевичский центр досуга и культуры», филиал «Рогозницкий центр досуга и культуры», Зарудавьевский сельский клуб.
Струбницкая, Рогозницкая, Пацевичская, Зарудавьевская, Песковская сельские библиотеки.

## Памятные места
На территории сельсовета находится 12 форм увековечивания, в том числе 5 воинских захоронений.

## Достопримечательности
- Храм Святителя Николая Чудотворца (аг. Пески)
- Костёл Святой Матки Божей Ружеицовой (аг. Пески)
- Костёл Святой Троицы (аг. Струбница)
- Храм святителя Николая Чудотворца (д. Самуйловичи)
- Храм рождества Пресвятой Богородицы (аг. Пацевичи)
- Храм Покрова Пресвятой Богородицы (д. Белавичи)
- Костёл Святой Марии Девы Крулевы Польски (аг. Большая Рогозница)